# Berteroa
Berteroa é um género botânico pertencente à família Brassicaceae.

## Espécies
- Berteroa ascendens
- Berteroa gintlii
- Berteroa graeca
- Berteroa incana
- Berteroa macrocarpa
- Berteroa mutabilis
- Berteroa obliqua
- Berteroa orbiculata
- Berteroa peruviana
- Berteroa potanini
- Berteroa procumbens
- Berteroa samolifolia
- Berteroa spathulata
- Berteroa stricta
- Berteroa thessala
- Berteroa viridis